# Codex Montpellier
Le Codex Montpellier ou Chansonnier de Montpellier (Montpellier, Bibliothèque Inter-Universitaire, section Médecine, H196) est une importante source de la polyphonie française du XIIIe siècle. Le codex contient 336 œuvres polyphoniques composées autour de 1250–1300 et a probablement été recopié en 1300.
Comme alternative polémique à la notion de manuscrit compilé en diverses étapes d'activité tout au long d'une décennie ou plus, Mary Elizabeth Wolinski postule une unique campagne de copie pour les fascicules 1 à 7, pendant la décennie de 1260–1270, et le fascicule 8 peut-être aussi déjà depuis la décennie de 1270. Sa théorie, bien qu'elle ne soit pas largement acceptée, a des implications radicales pour le développement du motet, la notation musicale et la théorie de la musique dans la seconde moitié du XIIIe siècle. On pense que ce manuscrit est d'origine parisienne.

## Description

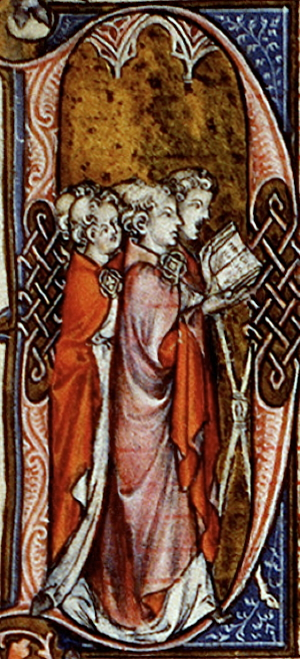
Lettrine du Codex Montpellier (350).

Le Codex Montpellier peut se diviser grosso modo en 8 fascicules qui contiennent divers genres musicaux de l'époque. Sur ses 395 folios, 41 sont illustrés. Trois langues se partagent le recueil : moyen français, latin, provençal ancien, soit plus de 500 poèmes, puisqu'il y a plusieurs textes par œuvre. Les contenus s'organisent de la façon suivante :
- fascicule 1 (fos 1–22) : Liturgie : organa et conductus
- fascicule 2 (fos 23–62) : Motets triples latins, consistants en un cantus firmus avec trois autres lignes de contrepoint.
- fascicule 3 (fos 63–86) : Motets doubles macaroniques, consistants en un cantus firmus avec deux autres lignes de contrepoint.
- fascicule 4 (fos 87–110) : Motets doubles latins.
- fascicule 5 (fos 111–230) : Motets doubles français.
- fascicule 6 (fos 231–269) : Motets français à deux voix.
- fascicules 7 (fos 270–349) et 8 (fos 350–397) : Motets à trois voix, vraisemblablement compilés avant les fascicules 2 à 6

Il y a aussi des suppléments ajoutés aux fascicules 3, 5 et 7. En raison des divers systèmes de notation musicale utilisés pour les fascicules 2-6 et 7-8, le codex de Montpellier est une source cruciale pour la chronologie des styles de la polyphonie médiévale française.

## Musique
Le codex de Montpellier est une source critique pour connaître les motets pré-franconiens et franconiens, après Francon de Cologne. Bien que la musique qui apparaît dans le codex soit anonyme, on peut faire diverses attributions, en raison des concordances avec d'autres manuscrits ou sur la base de ressemblances stylistiques, avec Pérotin (fascicule 1), Petrus de la Croix, Adam de la Halle, Guillaume d'Auvergne et Philippe le Chancelier. Beaucoup des cantus firmus proviennent des chants de Notre-Dame. Alors que le fascicule 1 contient de la polyphonie sacrée, surtout de l'école de Notre-Dame, la part la plus importante du codex est la collection de motets d'amour courtois français. Les motets de cette collection ne sont pas isorythmiques. En fait, les premiers motets isorythmiques – de Philippe de Vitry – ne sont pas composés avant les première décennies du XIVe siècle.

## Enluminures
Le manuscrit comporte 41 pages illustrées de lettrines historiées et de scènes, notamment de chasse et de jeux, situées en bas de pages. Le premier folio de chaque fascicule est ainsi richement décoré.

## Contenu
| no                                                | fo                       | œuvre | forme                    | voix                     | compositeurconcordance        | enregistrement           | commentaire |
| fascicule 1 (nos 1 à 18)                          | fascicule 1 (nos 1 à 18) | fascicule 1 (nos 1 à 18) | fascicule 1 (nos 1 à 18) | fascicule 1 (nos 1 à 18) | fascicule 1 (nos 1 à 18)      | fascicule 1 (nos 1 à 18) | fascicule 1 (nos 1 à 18) |
| ------------------------------------------------- | ------------------------ | --- | ------------------------ | ------------------------ | ----------------------------- | ------------------------ | --- |
| 1                                                 | 1                        | Deus in adjutorium meum intende laborantium | conductus                | 3 voix                   | B, Da, Tu                     | ROL                      | Le fo 1 porte une lettrine en miniature où sont représentés trois chantres devant un lutrin, métonymie des trois voix de la pièce et de la polyphonie apparue à la fin du XIIe siècle. Le thème est repris presque à l'identique par un autre artiste, au fo 348. |
| 2                                                 | 1v-3                     | Je n'aimerai / In saeculum | motet-hoquet             | 4 voix                   | B, Cl, Ma                     | RCS, PHH                 | [ 6 ] |
| 3                                                 | 2v-4                     | Je n'aimerai / In saeculum | motet-hoquet             | 4 voix                   | B                             | RCS, ALI, PHH            | [ 7 ] |
| 4                                                 | 4v                       | Benedicamus Domino | organum                  | 3 voix                   |                               | KCC                      | [ 8 ] |
| 5                                                 | 5                        | Portare | hoquet                   | 3 voix                   |                               | KCC                      | [ 9 ] |
| 6–8                                               | 5v-8v                    | Virgo. Sponsus amat sponsam. Gloria | organum                  | 3 voix                   | F, W2                         |                          | Le fo 5v porte une lettrine en miniature représentant Marie (couronnée), tenant un bouquet à la main droite et l'enfant Jésus sur ses genoux.. Rokseth suggère l'attribution à Pérotin, mais sans autres sources, ni confirmé par le style. |
| 9–10                                              | 9-12v                    | Alleluia. Nativitas gloriosae | organum                  | 3 voix                   | PérotinF, W1, W2              | MVV, EW                  | [ 12 ] |
| 11–13                                             | 13-16                    | Sancte Germane. O sancte Germane. Gloria | organum                  | 3 voix                   | F, W1, W2                     |                          | Rokseth suggère l'attribution à Pérotin, mais sans autres sources, ni confirmé par le style dit Tischler. Cependant que Dominique Vellard, insiste « pour des analogies stylistiques très frappantes », particulièrement avec le « Sederunt Omnes », pièce emblématique de Pérotin. |
| 14–15                                             | 16v-20                   | Alleluia. Posui adjutorium | organum                  | 3 voix                   | PérotinF                      | MVV                      | [ 15 ] |
| 16–18                                             | 20-22                    | Ab, abiecto. Rigat ora lacrimis. Gloria | organum                  | 4 voix                   |                               |                          | Rokseth suggère l'attribution à Pérotin, mais sans autres sources, ni confirmé par le style. |
| fascicule 2 (nos 19 à 35)                         |                          | |                          |                          |                               |                          | |
| 19                                                | 23v-25                   | Qui la vaudroit lonc / Qui d'amors velt bien / Qui longuement / Nostrum |                          | 4 voix                   | B, Cl, Da, F, Tu, W2          | BLO                      | Les folios 23v et 24 en diptyque, comportent une miniature par page sur les deux « Q » du texte. Sur la première, une scène courtoise : un amoureux supplie une dame qui tient une flèche, située dans l'autre initiale. La scène évoque le « Cœur percé » de la dame par une flèche tenue par son soupirant. Sur la seconde, les lettrines (« Q »et « N ») montrent une offrande de fleur. Ces deux folios richement décorés, indiquent le changement de fascicule et le début d'un motet à quatre voix. |
| 20                                                | 24v-27                   | Celui de qui je me fi, qui de fi / La belle estoile de mer, qui amer / Johanne |                          | 4 voix                   | B, W2                         | ALI                      | [ 19 ] |
| 21                                                | 26v-28                   | Plus belle que flor est, ce m'est avis / Quant revient et feulle et flor contre la seison / L'autrier joer m'en alai par un destor / Flos filius eius                                                                                    |                          | 4 voix                   | B, Ca,Cl, D, F, Hu, R, N, W2  | CPH, ALI, BLO, DCS, AMM  | [ 20 ] |
| 22                                                | 27v-30                   | Par un matinet l'autrier oï chanter / Hé, sire, qui vos vantez que vos avez / Hé, bergier! si grant envie j'ai de toi / Eius | motet                    | 4 voix                   | Cl, D, SV, W2                 | CPH, KCC                 | Le texte de ce motet est emprunté à un trouvère anonyme présent dans le chansonnier BnF Ms. 22406, fo 190. Reproduit no 145 à trois voix et quelques variantes. |
| 23                                                | 29v-37                   | Dame que j'aime et desire de fin coeur / Amors vaint tot fors de felon / Au tans d'este que cil oisel chantent / Et gaudebit |                          | 4 voix                   | B                             | ROL                      | [ 22 ] |
| 24                                                | 36v-39                   | A dieu comment cele qui mon cœur a / Por moi deduire et por moi deporter / En non dieu, que nus die je ne la puis / Omnes |                          | 4 voix                   | Cl                            |                          | [ 23 ] |
| 25                                                | 39v-40                   | Chançonnete, va t'en tost au rousignol / Ainc voir d'amors ne joï, si l'ai longuement / A la cheminée el froit mois de genvier / Par verité vueil esprover que vin françois                                                              |                          | 4 voix                   | B, W2                         | OCH                      | [ 24 ] |
| 26                                                | 40v-41                   | Viderunt por peu ne sui departi / Viderunt par pou le cœur ne me parti / Viderunt omnes |                          | 4 voix                   | F, W2                         | DVH                      | [ 25 ] |
| 27                                                | 40v-42                   | Trois serors sor rive mer [...] l'aisnée / Trois serors [...] la moiene / Trois serors [...] la jonete / Perlustravit |                          | 4 voix                   | Cl                            | ORB, CPH, DVH, KCC, AMM  | [ 26 ] |
| 28                                                | 41v-44                   | Li doz maus m'ocit que j'ai / Trop ai lonc tens en folie / Ma loiautes m'a nuisi / In saeculum |                          | 4 voix                   | B, Cl, N, W2                  | ROL                      | [ 27 ] |
| 29                                                | 44v-45                   | Dieus! mout me fait sovent fremir / Dieus ! je fui ja pres de joïr / Dieus! je ni puis dormir la nuit / Et videbit |                          | 4 voix                   | B, D, Hu, SV, W2              |                          | [ 28 ] |
| 30                                                | 45v-46                   | Cest quadruble sans reison / Voz n'i dormirés jamais / Beaux cœurs renvoisiés et douz / Fiat |                          | 4 voix                   | B, Cl                         | ROL, RCS                 | Le texte cite la ville d'Angers. |
| 31                                                | 46v-50                   | Qui voudroit fame esprover n'i porroit / Deboinerement atendrai merci / Quant naist la flor en la prée, que l'erbete / Tanquam suscipit vellud pluviam                                                                                   |                          | 4 voix                   | B, Cl, F, W2                  |                          | Le texte cite les villes de Gand et Paris. |
| 32                                                | 49v-52                   | Le premier jor de mai acordai / Par un matin me levai por deduire / Je ne puis plus durer sans voz, fins coeurs / Justus germinabit |                          | 4 voix                   | Cl, N, W2                     |                          | [ 31 ] |
| 33                                                | 51v-55                   | Ce que je tieng pour deduit, c'est ma dolors / Certes mout est bone vie d'estre / Bone compaignie, quand ele est bien / Manere |                          | 4 voix                   | B, D                          | ALI                      | [ 32 ] |
| 34                                                | 55v-58                   | Joliement en douce desirée qui tant / Quant voi la florete naître en la prée / Je sui joliete, sadete, pleisans / Aptatur |                          | 4 voix                   | B, D                          | ALI                      | [ 33 ] |
| 35                                                | 57v-60v                  | Mors, A Primi Patris Vicio/ Mors, Que Stimulo/ Mors Morsu Nata Venenato/ Mors |                          | 4 voix                   | B, Cl, F, Ma, W1, W2          | ROL, RCS, KCC            | Seul texte latin, sur les 17 compositions du fascicule 2. |
| fascicule 3 (nos 36 à 46 ; appendice fos 83v-86v) |                          | |                          |                          |                               |                          | |
| 36                                                | 63v-                     | El mois d'avril / O quam sancta / Et gaudebit | motet                    | 3 voix                   | B, Cl, F, Hu, Ma, SV, W2      | EFM, RCS                 | Sur les folios 63v et 64 figurent deux lettrines se lisant ensemble. La première montre un rendez-vous galant et la seconde un clerc priant aux pieds de la Vierge à l'Enfant. Le sujet a déjà été peint au folio 5vo , mais l'artiste introduit ici une variante de prière. Chaque bas de page porte en outre, des scènes de combats sur la première page et scènes animalières sur la seconde. – La première miniature figure l'action se déroulant en avril, retour du printemps et de la vie sur terre, comme le texte du motet. À gauche, se tient un page laissant brouter le cheval de son maître. Le jeune homme vient d'enlever son gant pour recevoir la fleur offerte par la dame. La marge de la page présente un guerrier combattant un ours (symbole de la lutte du Bien et du Mal). L'autre oppose deux hommes s'affrontant à armes égales. Dans la marge de la page suivante, figurent des scènes animalières sans rapport avec le sujet des lettrines historiées. |
| 37                                                | 66v-                     | Mout me fu gries li departir de m'amiete / In omni fratre tuo non habeas / In saeculum |                          | 3 voix                   | B, Cl, LoB, Hu                |                          | Le poème est de Philippe le Chancelier selon ms. LoB. |
| 38                                                | 68v-71                   | Doz rossignoles jolis, or m'entendés / Virgo gloriosa, forma virginalis / Laetabitur |                          | 3 voix                   | B, Cl, Tu, V                  |                          | [ 38 ] |
| 39                                                | 71v-73                   | Povre secours ai encore recovré / Gaude, chorus omnium / Angelus |                          | 3 voix                   | B, Cl, Hu, Ma, N, W2          | ROL                      | [ 39 ] |
| 40                                                | 72v-75                   | Par une matinee / Mellis stilla, maris stella / Domino |                          | 3 voix                   | B, Cl, Ca, L, Hu              | RCS, AMM                 | [ 40 ] |
| 41                                                | 74v-76                   | Au douz mois de mai / Crux, forma penitentie / Sustinere |                          | 3 voix                   | B, Cl                         | RNL                      | [ 41 ] |
| 42                                                | 75v-78                   | Quant florist la violete / Non orphanum / Et gaudebit |                          | 3 voix                   | B, F, Hu, W2                  |                          | [ 42 ] |
| 43                                                | 77v-79                   | Quant voi l'erbe reverdir / Salve, virgo virginum / Cumque |                          | 3 voix                   | B, Da, V                      | ROL                      | [ 43 ] |
| 44                                                | 78v-                     | Quant repaire la verdor / Flos de spina rumpitur / Regnat |                          | 3 voix                   | F, Ma, W2                     |                          | [ 44 ] |
| 45                                                | 80v-82                   | Quant voi revenir d'esté la saison / Virgo virginum, lumen luminum / Haec die |                          | 3 voix                   | B, Cl                         | KCC                      | [ 45 ] |
| 46                                                | 81v-83                   | L'état du monde et la vie va empirant / Beata viscera Marie virginis tam salutifera / Beata viscera |                          | 3 voix                   | B                             |                          | [ 46 ] |
| 47                                                | 83v-84                   | O natio que vitiis que studio / Hodie perillustravit |                          | 2 voix                   | F, W1, W2                     | ROL, TBP                 | Ici commence l'appendice du fascicule 3 (nos 47–50). |
| 48                                                | 84-84v                   | Custodi nos, Domine |                          |                          |                               |                          | Pas de musique |
| 49                                                | 84v-85                   | A Cambrai avint l'autrier que Sohiers / Sohier |                          | 2 voix                   |                               | KCC                      | Le texte cite la ville de Cambrai. |
| 50                                                | 85-86v                   | Fole acostumance me fait qe je chant / Dominus | motet                    | 2 voix                   | F, W2, Mg                     |                          | Manque le ténor. Dans F, plus ancien, le texte est Error popularis / Dominus. Il s'agit donc pour le codex Montpellier d'un contrafactum. Le motet partage en outre son matériau avec Ypocrite pseudopontiﬁces et El mois d’avril (no 36). |
| fascicule 4 (nos 51 à 72)                         |                          | |                          |                          |                               |                          | |
| 51                                                | 87v-89                   | Conditio nature defuit in filio / O natio nephandi generis / Mane prima sabati |                          | 3 voix                   | B, Da, Fauv, Wo               | MVV                      | Les folios 87v et 88 portent des miniatures : Trinité souffrante et Jeu de balle. Dans la lettrine « C » du texte relatif au mystère de l'Incarnation de Jésus et à la gloire de sa Mère, figure une Trinité « souffrante ». Dieu le Père, barbu et assis sur un trône, pied sur l'anse du « C », présente son Fils crucifié, mort au monde, le tenant dans ses bras et entre ses genoux. Au-dessus de la tête de Jésus plane la colombe de l'Esprit Saint. – En bas de page se tient une scène de jeu d'adresse en plein air, le jeu de balle, où six femmes, groupées par paire, sont saisies dans l'action des gestes et des regards orientés vers l'autre jeu de la page suivante.Le folio 88 représente dans la lettrine du « O » la Sainte Trinité et en bas de page jeu de la grenouille ou main chaude, selon Coussemaker. Assis sur le même trône que précédemment, Dieu le Père et Jésus, au geste commun de bénédiction et tous deux nimbés d'un crucifère doré autour de la tête, tiennent un livre dans la main gauche. La colombe du Saint-Esprit descend du ciel dans une nuée. Cette image de la trinité est très présente au dernier tiers du XIIIe siècle dans les psautiers français et anglais pour illustrer le psaume 109, 1-2. – En bas de page le jeu de la grenouille est certainement la scène la plus célèbre du chansonnier. Elle témoigne du sens de l'observation de l'enlumineur qui rend avec art la beauté, la verve, la vigueur, la dynamique et allégresse qui se dégageant de ce décor. Le personnage central, vêtu de rose et assis par terre, est la grenouille. Sans avoir le droit de se lever, il doit chercher à attraper un des joueurs qui l'entourent et le bousculent en gesticulant, en le narguant ou en le raillant pour le provoquer. |
| 52                                                | 88v-89                   | O Maria, virgo davitica / O Maria maris stella / Veritatem |                          | 3 voix                   | B, Ca, Cl, Da, F, Hu, L, W2   | ORB, DAM                 | [ 55 ] |
| 53                                                | 89v-92v                  | Ave, virgo regia / Ave, gloriosa / Domino |                          | 3 voix                   | B, Cl, Da, Hu, L, W2          | DVH                      | [ 56 ] |
| 54                                                | 92v-93                   | Veni, virgo beatissima / Veni, sancte Spiritus / Neuma |                          | 3 voix                   | B                             | KRC                      | [ 57 ] |
| 55                                                | 93v-94                   | Ave, beatissima civitas / Ave, Maria gratia plena / Ave maris stella |                          | 3 voix                   | Cl                            |                          | [ 58 ] |
| 56                                                | 94                       | Salve virgo rubens / Ave lux lumina / Neuma |                          | 3 voix                   | B, Ca, Cl, Da, LoB, Hu        | AMM                      | [ 59 ] |
| 57                                                | 94v-97                   | In salvatoris nomine / In veritate comperi / Veritatem |                          | 3 voix                   | B, Cl, F, Hu, W2              | CPJ                      | Le texte est de Guillaume d'Auvergne, évêque de Paris selon un fragment d'un manuscrit de Munich. |
| 58                                                | 96v-98                   | Res nova mirabilis / Virgo decus / Alleluia |                          | 3 voix                   | B, Cl, Hu, L                  | DCS                      | [ 61 ] |
| 59                                                | 98v-99                   | Fons misericorie / In caelesti curia / Pro patribus |                          | 3 voix                   | B, Cl, D, Da, F, N, R, W2     |                          | [ 62 ] |
| 60                                                | 98v-100                  | Psallat chorus in novo carmine / Eximie pater egregie / Aptatur |                          | 3 voix                   | B, Da, Hu                     |                          | [ 63 ] |
| 61                                                | 99v-100v                 | In mari miserie / Gemma pudicicie / Manere | motet                    | 3 voix                   | Fauv, N, R, SV, W2            | DMA                      | [ 64 ] |
| 62                                                | 100v-101                 | Ex semine / Ex semine Abrahe / Ex semine |                          | 3 voix                   | PérotinB, F, Hu, W1, W2, Wo   |                          | La musique seule est empruntée à Pérotin, copie une portion du no 10. |
| 63                                                | 101v-103                 | Radix venie / Ave Maria / Immolatus |                          | 3 voix                   | F, Ma, W1, W2                 |                          | [ 66 ] |
| 64                                                | 102v-                    | Post partum Virgo / Ave regina gloriae / Veritatem |                          | 3 voix                   |                               | KCC                      | [ 67 ] |
| 65                                                | 102v-                    | Si vere vis adherere, uti vere / Si vere vis adherere, uti palmes / In saeculum |                          | 3 voix                   | W2                            |                          | [ 68 ] |
| 66                                                | 103v-105                 | Mater Dei plena gratia, hostium / Mater, virgo pia, omnium refugium / Eius |                          | 3 voix                   |                               | DVH, MVV, AMM            | [ 69 ] |
| 67                                                | 104v-106                 | Nobili precinitur vaticinio / Flos de virga nascitur, sol / Proles Marie virginis pie |                          | 3 voix                   |                               | BLO                      | [ 70 ] |
| 68                                                | 105v-106                 | Super te, Jerusalem, de matre / Sed fulsit virginitas de sancto / Dominus |                          | 3 voix                   | Wo                            | CPH                      | [ 71 ] |
| 69                                                | 105v-107                 | Ave, parens prolis eximie / Ad gratie matris obsequia / Ave Maria |                          | 3 voix                   |                               | CPH, DVF                 | [ 72 ] |
| 70                                                | 107v-109                 | In odorem flagrans dulcedinis / In odoris miro suavio / In odorem |                          | 3 voix                   |                               |                          | [ 73 ] |
| 71                                                | 108v-110                 | Benigna caeli regina, beata / Beata es, Maria, pre ceteris / In veritatem |                          | 3 voix                   | B                             |                          | [ 74 ] |
| 72                                                | 109v-110v                | Salve, mater misericordie, summi / Salve, regina misericordie, vita / Flos filius eius |                          | 3 voix                   |                               |                          | [ 75 ] |
| fascicule 5 (nos 73 à 177 ; appendice no 177)     |                          | |                          |                          |                               |                          | |
| 73                                                | 111                      | In saeculum | hoquet                   | 3 voix                   | B, Cl, Ma                     |                          | Selon Anonyme IV, ce hoquet est l'œuvre d'un espagnol. Sur le folio 111, début du fascicule 5, figure la lettrine du « i » de « In seculum », qui occupe toute la hauteur de la page. L'artiste a consacré quatre tableaux indépendants à une sorte de récit à la gloire de Marie qui s'empilent, dans l'alternance classique de fonds rouges et bleus. Celui du haut est surmonté d'une arcature trilobée caractéristique de l'art français à la fin du XIIIe siècle et couronné par le toit d'un bâtiment gothique. Le cycle commence par l'Annonciation, où l'archange Gabriel désigne la Vierge de l'index. La Nativité, vient en dessous, puis l'Adoration des Mages dont montre l'étoile, pendant que les autres déposent leurs offrandes. La Dormition et l'Assomption occupent le dernier carré, où deux anges élèvent Marie couronnée dans linge. |
| 74                                                | 111v-113                 | L'autrier m'esbatoie et touz seus pensoie / Demenant grant joie, l'autrie m'en aloie / Manere |                          | 3 voix                   | Cl                            |                          | Le folio 111vo débute par une lettrine historiée « L » d'une scène de chasse au faucon : une dame sur un palefroi sur un cheval blanc tient le rapace, alors qu'un trouvère allant à sa rencontre, joue de la musette.Le folio 112 s'agrémente d'une lettrine « D » à la thématique de pastourelle, situé à la campagne et au printemps : un berger et une bergère s'enlacent tendrement, entourés de moutons, de chèvres et d'un chien de berger. C'est la suite de la scène ornant l'initiale du feuillet précédent, le chevalier et le berger. Les deux scènes évoquent la pastourelle dramatisée du Jeu de Robin et Marion du poète artésien Adam de la Halle, dit le Bossu : un chevalier prie d'amour la bergère Marion. Mais elle le repousse parce qu'elle aime Robin, berger qui par la suite devient le rival du chevalier. |
| 75                                                | 112v-114                 | Hé, Marotele, alons au bois juer / En la praerie Robins et s'amie / Aptatur |                          |                          | B                             |                          | [ 78 ] |
| 76                                                | 114v-115                 | Amoureusement mi tient li maus / Hé, Amours, mourrai je pour caeli / Omnes |                          | 3 voix                   | B, D, V                       |                          | [ 79 ] |
| 77                                                | 115v-117                 | Que ferai biaus sire Dieus / Ne puet faillir / Descendentibus |                          | 3 voix                   | B, D                          | DVH, AMM                 | [ 80 ] |
| 78                                                | 116v-118                 | Cele m'a tolu la vie / Lonc tans a / Et sperabit |                          | 3 voix                   | B, Cl, Tu                     | DVH                      | [ 81 ] |
| 79                                                | 117v-119                 | Quant voi l’aloete / Diex je ne m’en partiré ja / Benedictus Dominus |                          | 3 voix                   | Cl                            | CPH                      | [ 82 ] |
| 80                                                | 118v-121                 | Je m'en vois, ma douce amie, si vous / Tels a mout le cœur hardi en cuidier / Omnes |                          | 3 voix                   | B                             | CPH                      | [ 83 ] |
| 81                                                | 120v-122                 | Ja pour mal que puisse avoir ne por dolor / Hé, desloiaus mesdisant, diex voz doint mau jor / Portare |                          | 3 voix                   | B, Cl                         |                          | [ 84 ] |
| 82                                                | 121v-124                 | Sovent me fait souspirer / En grant / Mulierum |                          | 3 voix                   | SV                            |                          | [ 85 ] |
| 83                                                | 122v-                    | Sovent me fait souspirer / En grant effroi sui sovent / Mulierum |                          | 3 voix                   | B, F, Hu, N, R, W2            |                          | [ 86 ] |
| 84                                                | 123v-                    | Amors ne mi tendra / Adés mi tient amors joli / Kyrie eleison |                          | 3 voix                   |                               |                          | [ 87 ] |
| 85                                                | 124v-125                 | Trop souvent me duel / Brunete a qui j'ai mon cœur doné / In seculum |                          | 3 voix                   | B, V                          | RCS                      | [ 88 ] |
| 86                                                | 214v-125                 | Pos vos, amie, criem morir / Hé, quand je remir son cors le gai / Amoris |                          | 3 voix                   | B, Cl, F, Tu                  |                          | [ 89 ] |
| 87                                                | 125v-126                 | Dieus, de chanter maintenant / Chant d'oiseaus et fuelle et flor / In seculum |                          | 3 voix                   | Cl                            | ORB                      | [ 90 ] |
| 88                                                | 126v-127                 | Lonc tans ai mise m'entente / Au comencement d'esté / Hec dies |                          |                          | B, Cl, N, R, W2               |                          | [ 91 ] |
| 89                                                | 127v-                    | Se j'ai servi longuement / Trop longuement m'a failli / Pro patribus |                          |                          | B, Cl, D, Da, F, N, R, W2     |                          | [ 92 ] |
| 90                                                | 128v-130                 | Dame de valour, regart plain d'amour / Dame, votre doz regard m'ocit / Manere |                          | 3 voix                   | Cl, W2                        |                          | [ 93 ] |
| 91                                                | 129v-131                 | Ja de boine amors mes coeurs ne se departira / Ne sai tant Amors servir que me voelle / Portare |                          | 3 voix                   | B, Cl                         |                          | [ 94 ] |
| 92                                                | 130v-132                 | Hé, dieus, de si haut si bas sui souples / Mal batu longuement ploure / Cumque |                          | 3 voix                   | B, Cl, Tu, W2                 | ALI                      | [ 95 ] |
| 93                                                | 132v-133                 | A ce c'on dit bien m'acort que nus / Bele sans orguil et jone sans folie / Et confitebor |                          | 3 voix                   | B, Cl, SV, W2                 |                          | [ 96 ] |
| 94                                                | 132v-134                 | Bele Aëlis par matin soi levat / Herou, herou, je la voi la, la riens / Flos filius eius |                          | 3 voix                   | B, Da, Tu, V                  |                          | [ 97 ] |
| 95                                                | 134v-137                 | Encontre le tens de pascour que tous amants / Mens fidem seminat, fides spem germinat / In odorem |                          | 3 voix                   | B, Cl, F, Ma, W1, W2          |                          | [ 98 ] |
| 96                                                | 136v-138                 | Li maus amorous me tient lonc tans / Dieu! porquoi la regardai / Portare |                          | 3 voix                   |                               |                          | [ 99 ] |
| 97                                                | 137v-139                 | Renvoisiement irai a la bele / D'amours sunt en grant esmai, tel les ont / Et super |                          | 3 voix                   | N, SV, W2                     |                          | [ 100 ] |
| 98                                                | 138v-140                 | Vilene gent, ja ne lairons a amer / Honte et dolor et ennui et haschie / Haec dies |                          | 3 voix                   |                               |                          | [ 101 ] |
| 99                                                | 139v-140                 | Qui bien aime, il ne doit mie demie la nuit dormir / Coeur qui dort, il n'aime pas, ja n'i dormirai / Omnes |                          | 3 voix                   | B                             |                          | [ 102 ] |
| 100                                               | 140v-142                 | Onques ne se departi / En tel lieu s'est entremis / Virgo |                          | 3 voix                   | N, R, SV                      |                          | [ 103 ] |
| 101                                               | 141v-142                 | Dieus je n'i os aler / Amors, qui m'aprist / Et super |                          | 3 voix                   |                               |                          | [ 104 ] |
| 102                                               | 142v-144                 | Lies et jolis sui et serai tant com je revis / Je n'ai joie ne nule achoison / In saeculum |                          |                          |                               |                          | |
| 103                                               | 143v-145                 | Aimi, las, vivrai je ainsi que de mes dolours / Doucement me tient amours si que ne puis / Omnes |                          |                          |                               |                          | |
| 104                                               | 145v-146                 | En non dieu, que que nus die, quand voi / Quant voi la rose espanie, l'erbe vert / Nobis |                          |                          | B, W2                         | CPH                      | |
| 105                                               | 146v-148                 | Riens ne puet ma grant folie destorner / Riens ne puet plus doumagier qu'en privé / Aperis |                          |                          | W2                            |                          | |
| 106                                               | 146v-148                 | Quant la froidor trait a fin, qu'oisel du bois / L'autrier chevauchoie delés un vergier / Nostrum |                          |                          |                               |                          | |
| 107                                               | 148v-149                 | Hé, tres douces amouretes, a vos sui donés / D'amors esloigniés, ne porroit mon coeur estre / In saeculum |                          |                          |                               |                          | |
| 108                                               | 148v-152                 | Jolieté et beauté et valour, sens / Vetus vaticinium patrum prestolantium / Agmina |                          |                          |                               |                          | |
| 109                                               | 151v-153                 | Onques n'ama loialment qui pour tourment / Molt m'abelist l'amorous pensanment / Flos filius eius |                          |                          | Cl, N                         |                          | |
| 110                                               | 152v-154                 | Nonne sanz amor n'aura ja joie a nul jor / Moine qui a cœur jolif ne doit / Et super |                          |                          | B, Cl, Da, Fauv, Hu, N, R, W2 | KCC                      | |
| 111                                               | 153v-155                 | Amours mi font soffrir paine a tort / En may, que rose est florie, que j'oi / Flos filius eius |                          |                          | Cl, F, W2                     | ALI                      | |
| 112                                               | 154v-156                 | Pour escouter le chant du roussignol / L'autrier joer m'en alai, en un vergier / Saeculorum Amen |                          |                          | Cl                            |                          | |
| 113                                               | 155v-157                 | Navrés sui au coeur si tres doucement / Navrés sui pres dou coeur sans plaie / Veritatem |                          |                          | B                             |                          | |
| 114                                               | 156v-158                 | Amours en qui j'ai fiance de merci / Art d'amours ne decevance ne soloie / Et gaudebit |                          |                          |                               |                          | |
| 115                                               | 157v-159                 | Tant me fait a vos penser, fins coeurs / Tout li coeurs me rit de joie de vostre beauté / Omnes |                          |                          | B                             |                          | |
| 116                                               | 158v-160                 | De jolie coeur doit venir de faire un treble / Je me quidai bien tenir de chanter / Et gaudebit |                          |                          | Gilon FerrantSV, W2           |                          | |
| 117                                               | 160v-163                 | Grant solaz me fet Amors quand a chanter / Pleüst diu qu'ele seüst, ma dame, les maus / Neuma |                          |                          |                               |                          | |
| 118                                               | 162v-164                 | L'autrier trouvai une plesant tousete / L'autrier les une espine trovai / In saeculum |                          |                          |                               |                          | |
| 119                                               | 163v-166                 | Au douz tanz que chantent cil oisel / Beaux douces amis, m'avés vous foi portée / Manere |                          |                          | B, Tu                         |                          | |
| 120                                               | 165v-167                 | En son service amourous toute ma vie / Tant est plesaint, bien faite et bien taillie / In saeculum |                          |                          |                               |                          | |
| 121                                               | 167v-168                 | En mai quand rose est florie, par matin / Quant voi le dou tans venir, la flor / Latus |                          |                          | Cl, F, W2                     |                          | Le texte est attribué à un trouvère, Robert de Rains. Il figure dans les manuscrits Ars 845, 847 et 1050. |
| 122                                               | 167v-169                 | Las, porqu'acointai la bele au cler vis / Donés sui sans repentir a ma douce / Eius |                          |                          |                               |                          | |
| 123                                               | 168v-170                 | Li noviaus tens et la flor qui apert / Onques ne fui repentanz d'Amours servir / Tatem |                          |                          |                               |                          | |
| 124                                               | 170v-172                 | Desconfortés ai esté longuement, n'encor n'i voi / Amors qui tant m'a grevé, qui pour morir / Et super |                          | 3 voix                   | D, Hu, Ma, SV, W2             | ROL                      | |
| 125                                               | 171v-173                 | Je ne puis ne si voeil departir / Amors me tiennent jolis, car ades / Veritatem |                          | 3 voix                   |                               |                          | |
| 126                                               | 172v-174                 | Onques ne se departi mes coeurs d'amer / En tel lieu s'est entremis mes coeurs d'amer / Virgo |                          | 3 voix                   |                               |                          | cf. no 100 |
| 127                                               | 173v-175                 | Quant define la verdour, que muert / Quant repaire la doucour, que per la fuelle / Et spiritui sancto |                          |                          | Cl, W2                        | EW                       | |
| 128                                               | 174v-177                 | J'ai si bien mon coeur assiz que plus jolis / Aucun m'on par leur envie a tort blasmé / Angelus Domini |                          |                          | B, Cl, Hu, Ma, N, W2          | ROL, ALI                 | |
| 129                                               | 176v-178                 | Joie et soulas ne mi vaut puisqu'a la bele / Jonete sui, brune, cleire et plaisans / Eius |                          | 3 voix                   | B, Cl                         |                          | |
| 130                                               | 177v-179                 | Mout souvent m'ont demandé plusours / Mout ai esté en doulour longuement / Mulierum |                          | 3 voix                   | Cl                            | CPH                      | |
| 131                                               | 179v-181                 | Quant se depart la verdure des chans / Onques ne soi amer a gas celui / Docebit omnem |                          | 3 voix                   |                               | ALI                      | Le texte cite la ville de Tournai. |
| 132                                               | 180v-182                 | Trop fu li regart amer qui mon coeur / J'ai si mal n'i puis durer quand me comment / In saeculum |                          | 3 voix                   | W2                            |                          | |
| 133                                               | 181v-183                 | A une ajornée s'est Margot / Doce dame en qui dangier sui / In saeculum |                          | 3 voix                   | W2                            |                          | |
| 134                                               | 182v-184                 | La beauté ma dame le cœur m'esjoït / On doit fin amor anourer nuit et jor / In seculum |                          | 3 voix                   | Cl                            | ALI                      | |
| 135                                               | 183-186                  | Quant florist la violete / El mois de mai / Et gaudebit |                          |                          | B, F, Hu, W2                  | AMM                      | |
| 136                                               | 183v-186                 | Quant florist la violete, la rose et la flour / El mois de mai que florissent rosier et glai / Et gaudebit |                          |                          | Ma, W2                        |                          | |
| 137                                               | 185v-188                 | Bien me doi desconforter quand fine amour / Cum li plus desesperés qui soit, chant / In corde |                          |                          | B, Cl, Ma                     | ROL, RCS                 | |
| 138                                               | 187v-189                 | Ja n'amerai autre que cele cui j'ai / Sire dieux, li doux maus m'ocist que j'ai / In saeculum |                          |                          | Cl                            | KCC, AMM                 | |
| 139                                               | 188v-190                 | J'ai les biens d'amour sans dolour / Que ferai, biau sire diex? li regart / In saeculum |                          |                          |                               |                          | |
| 140                                               | 189v-191                 | Encontre le mois d'avril qui si mi vait / Amours, tant voz ai servi, et poi / Neuma |                          |                          | F                             |                          | |
| 141                                               | 190v-192                 | Quant voi yver repairier et la froidour / Au doz tens plaisant qu'oisiau sont |                          |                          | B, Da, V                      |                          | |
| 142                                               | 191v-193                 | Douce dame par amour, virge mere / Quant voi l'erbe reverdir et le tans / Cumque |                          |                          |                               |                          | |
| 143                                               | 193v-195                 | Pucelete bele et ave nant, joliete / Je langui des maus d'amours mieuz aim assez qu'il m'ocie / Domino |                          |                          | F                             | GRA, RCS, KCC, AMM       | |
| 144                                               | 194v-196                 | Que ferai biaus sire Dieus / Ne puet faillir / Descendentibus |                          |                          |                               |                          | cf. no 77 |
| 145                                               | 195v-197                 | Par un matinet l'autrier oï chanter / Hé, sire, qui vos vantez que vos avez / Hé, bergier! si grant envie j'ai de toi / Eius |                          | 3 voix                   |                               |                          | cf. no 22 |
| 146                                               | 196v-198                 | Hé, mere diu ! regardez m'en pitié / La virge marie loial est amie / Aptatur |                          | 3 voix                   | B                             | AGR, AMM                 | |
| 147                                               | 198v-200                 | Hé, Marotele, alons au bois juer / En la praerie Robins et s'amie / Aptatur |                          | 3 voix                   |                               |                          | |
| 148                                               | 199v-201                 | Si come aloie jouer l'autrier / Deduisant com fins amourous / Portare |                          |                          |                               |                          | |
| 149                                               | 200v-202                 | Sea valors vient d'estre amourous / Bien me sui aparceü qe de vivre / Hic factus est |                          |                          | B, N, W2                      |                          | |
| 150                                               | 203v-204                 | Quant voi la flourete naître en la prée / Je sui joliete, doucete et plaisans / Aptatur |                          |                          |                               |                          | |
| 151                                               | 205v-206                 | Zo frigandés, zo, zo frigandés, zo! De fine amour / C'est a Paskes en avril que chantent / om |                          |                          |                               |                          | Le texte est le même que le no 121. |
| 152                                               |                          | |                          |                          | Cl                            |                          | |
| 153                                               |                          | |                          |                          |                               |                          | |
| 154                                               |                          | |                          |                          |                               |                          | |
| 155                                               |                          | |                          |                          |                               |                          | |
| 156                                               |                          | |                          |                          |                               |                          | |
| 157                                               |                          | |                          |                          |                               |                          | |
| 158                                               |                          | |                          |                          |                               |                          | |
| 158                                               |                          | |                          |                          |                               |                          | |
| 160                                               | 211v-212                 | Mon fin cœur n'est pas a moi, ma dame l'a / Flor ne verdor, oisiaus chantant par dochor / Eeius |                          |                          |                               |                          | |
| 161                                               | 212v-213                 | Ci mi tient li maus d'amer, haro! / Haro! je n'i puis durer, ci mi tient / Omnes |                          |                          |                               | KCC                      | |
| 162                                               |                          | |                          |                          |                               |                          | |
| 163                                               | 212v-214                 | Nonine sanz amor n'aura ja joie a nul jor / Mnoine qui a cœur jolif ne doit / Et super |                          |                          |                               |                          | |
| 164                                               | 213v-215                 | Qu'ai je forfait ne mespris, dame / Bons amis, je vos rendrai les deperz / In saeculum |                          |                          | B, D                          |                          | |
| 165                                               | 214v-215                 | Flor de lis, rose espanie, taillie / Je ne puis, amie, les max endurer / Douce dame que j'aim tant |                          |                          | B                             | ROL                      | |
| 166                                               | 214v-216                 | Il n'a en toi sens ne valours, Robins / Robins, li malvais ouvriers, a escondit / Omnes |                          |                          |                               |                          | |
| 167                                               | 215v-216                 | En non Dieu! que que nus die, trop a / En non Diu! que que nus die, l'amor n'est pas / In saeculum |                          |                          |                               |                          | |
| 168                                               | 217v-218                 | Blanchete comme fleur de lis, doucement / Quant je pens a ma douce amie que j'ai / Valare |                          |                          |                               | ROL, ALI                 | |
| 169                                               | 218v-219                 | Li jalous partout sunt fustat et portent / Luit cil qui sunt enamourat viegnent / Veritatem |                          |                          |                               |                          | |
| 170                                               | 218v-220                 | Mout est fous qui s'entremet de fame / Mourrai je en atendant, Amours / Omnes |                          |                          | B                             |                          | |
| 171                                               | 219v-221                 | Mesdisant par leur envie m'ont mis / Beau cors qui a tot doit plaire / Veritatem |                          |                          |                               |                          | |
| 172                                               | 220v-222                 | Au douz tanz que chantent cil oisel / Beaux douces amis, m'avés vous foi portée / Manere |                          |                          |                               |                          | |
| 173                                               | 221v-223                 | D'amer ne me fain je pas, et pour ce / Onques d'amer ne fui las, n'encor / Aperis |                          |                          | B                             |                          | |
| 174                                               | 223v-225                 | Nus hom ne porroit savoir que c'est / Cil s'entremet de folie qui contre amors / Victime |                          |                          | B                             |                          | |
| 175                                               | 224v-226                 | La joliveté ma dame de pris, debonereté / Douce amiete au coeur gai, blanchete / V |                          |                          |                               |                          | |
| 176                                               | 225v-227                 | Ma loyauté m'a nuisi vers amors / A la bele Yzabelot voil aler / Omnes |                          |                          |                               |                          | |
| 177                                               | 227v-228                 | O virgo pia, candens lilium / Lis ne glais ne rosiers fioris / Amat |                          |                          | Ca, Tu                        |                          | Seul appendice du fascicule 5. |
| fascicule 6 (nos 178 à 252)                       |                          | |                          |                          |                               |                          | |
| 178                                               | 231-231v                 | La bele m'ocit. Diex! qui m'en garira? / In saeculum |                          |                          |                               |                          | Le folio 231 porte une lettrine historiée « L » à la thématique du chagrin d'amour, alors que le bas de page est consacré au jeu de boules. C'est un des jeux les plus populaires du bas Moyen Âge (ont le retrouve souvent au bas des marges des manuscrits « septentrionaux » de la fin du XIIIe siècle et des premières décennies du siècle suivant). Un piquet enfoncé au ras du sol constitue le but à atteindre à l'aide des deux grosses boules dont dispose chaque joueur. À gauche, détail réaliste exceptionnel, une buvette est tenue par un cabaretier. Cette scène est peuplée de sept personnages à la gestuelle différente, bien mis en valeur par l'enlumineur. La lettrine, commente le texte « La belle m'ocit », montre une jeune femme qui dirige une flèche vers un jeune homme agenouillé qui la supplie de ne plus repousser son amour et le faire souffrir. L'explication la plus logique du lien entre les deux scènes, est qu'il faut, dans les deux cas, atteindre un but précis. |
| 179                                               | 231v-232v                | D'amors nuit et jour me lo, mes pour certes / Hodie |                          |                          | 845                           |                          | |
| 180                                               | 232v-233                 | A tort sui d'Amours blasmée: Hé, Dieu! / Latus |                          |                          |                               |                          | |
| 181                                               | 233                      | Bien doit avoir joie qui bien / In saeculum |                          |                          | W2                            |                          | |
| 182                                               | 233v-234                 | Tant grate chievre qui mal gist / Tanquam |                          |                          | F, W2                         |                          | |
| 183                                               | 234-234v                 | En non Dieu! c'est la rage qui li maus / Ferens pondera | motet                    |                          | D, N, R, W2                   |                          | Texte d'un trouvère, le moine de Saint-Denis, selon les manuscrits N et R. |
| 184                                               | 234v                     | Hui main au dolz mois de mai, devant le soleill / Haec dies |                          |                          | F, N, R, W2                   | KCC                      | |
| 185                                               | 235                      | Ne sai tant Amours servir qu'el mi vuille / Ja de bone amour mes coeurs ne se departira / Portare |                          |                          | B, F, Fauv, W2                |                          | |
| 186                                               | 235-235v                 | Je chant qui plourer devroie quand la bele / Latus |                          |                          | W2                            |                          | |
| 187                                               | 235v-236                 | Face de moi son plaisir, en sa merci / Omnes |                          |                          | W2                            |                          | |
| 188                                               | 236v-237                 | Douce dame sans pitié qui j'ai mon coeur / Sustine |                          |                          | N, R, SV, W2                  |                          | |
| 189                                               | 237-237v                 | A la clarté qui tout enlumina nostre grant tenebror / Et illuminare |                          |                          | F, W2                         | BLO, RNL, KCC            | |
| 190                                               | 237v-238                 | Dau tans pascor meinent joie et baudor / Domineo |                          |                          |                               |                          | |
| 191                                               | 238-238v                 | Fines amoretes, je vous cri merci / Fiat |                          |                          | W2                            |                          | |
| 192                                               | 238v-239                 | Merci, de qui j'atendoie secors / Fiat |                          |                          | D, N, SV, W2                  |                          | |
| 193                                               | 239                      | Li cler vis a devis, li douz ris seignouris / Domino quoni |                          |                          | Ma, W2                        |                          | |
| 194                                               | 239-239v                 | Li pluiseurs se plaignent d'amors mes tosjors / Go |                          |                          | F,W2                          |                          | |
| 195                                               | 239v-240                 | A veos, douce debonire, restors / Omnes |                          |                          |                               | CPH                      | |
| 196                                               | 240-241                  | Beaux douces amis, or ne vouz anuit mie / Domine |                          |                          |                               |                          | |
| 197                                               | 241-241v                 | J'ai trové qui me vuet amer, s'amerai / In saeculum |                          |                          | D                             |                          | |
| 198                                               |                          | |                          |                          |                               |                          | Le texte cite les villes d'Arras et de Douai. |
| 199                                               |                          | |                          |                          | N                             |                          | |
| 200                                               | 242v-243                 | Quant je parti de m'amie, si li dis / Tuo |                          |                          |                               | ALI, KCC                 | |
| 201                                               | 243-243v                 | En une chambre cointe et grant se sist / Et gaudebit |                          |                          | F, W2                         |                          | |
| 202                                               | 244                      | Hier main jouer m'en aler, tous seuz / Latus |                          |                          |                               |                          | |
| 203                                               | 244v-245                 | Quant florissent li buisson, que nais / Domino quoni |                          |                          | W2                            |                          | |
| 204                                               | 245v                     | La pire roe du char, c'est cele / Alatus | motet                    |                          | 1050                          |                          | Selon le manuscrit Ars 1050, le texte est du trouvère, Robert de Rains. Rokseth suggère l'attribution au moine de Saint-Denis, mais sans autres sources. |
| 205                                               | 244v-245                 | Quant florissent li buisson, que nais / Domino quoni |                          |                          |                               |                          | |
| 206                                               | 245v                     | La pire roe du char, c'est cele / Latus |                          |                          |                               |                          | |
| 207                                               | 246-246v                 | Ne m'a pas oublié cele dont j'atent / In saeculum |                          |                          |                               | ROL, ALI                 | Le fo 246 porte une miniature : un couple d'amoureux enlacés debout au pied d'un château, attire l'attention de deux voisines qui, penchées à une fenêtre les montre du doigt. En bas de page, se déroule une scène de chasse au cerf. La forêt est suggérée par trois arbres et répartissent les personnages. Un cavalier, armé d'une lance dans sa main droite, souffle du cor de sa main gauche, pendant que deux archers décochent des flèches sur l'animal, cerné de la meute. La scène se retrouve au fo 270 |
| 208                                               | 246v-247                 | Nus ne se doit repentir d'amor por mal / Audi filia |                          |                          | N, R                          |                          | |
| 209                                               | 247-247v                 | Qui loiaument sert s'amie ne li set / Letabitur |                          |                          | N, R, W2                      |                          | |
| 210                                               | 247v-248                 | En mai quand neist la rousée, que gelée / Domine |                          |                          | F, W2                         |                          | |
| 211                                               | 248-248v                 | Traveillié du mau d'amer, en pensant / Et confitebor |                          |                          | F, W2                         |                          | |
| 212                                               | 249                      | Amis, vostre demorée me feit d'amours / Pro patribus |                          |                          |                               |                          | |
| 213                                               | 249v                     | Li dous termines m'agrée del mois / Balaam |                          |                          | N, R                          |                          | |
| 214                                               | 250-250v                 | M'ocirrés voz, dous frans coeurs et gentis? / Audi filia |                          |                          |                               |                          | |
| 215                                               | 250-251                  | Qui d’amours / Lux magna |                          |                          |                               | ALI, KCC                 | |
| 216                                               | 251v-52v                 | Envie a mout grant vertu: mout m'a despleü / In virtute veritate |                          |                          | N, R, W2                      |                          | |
| 217                                               |                          | |                          |                          |                               |                          | |
| 218                                               |                          | |                          |                          | F, W2                         |                          | |
| 219                                               |                          | |                          |                          |                               |                          | |
| 220                                               |                          | |                          |                          | N, SV, W2                     |                          | |
| 221                                               |                          | |                          |                          | F, W2                         |                          | |
| 222                                               |                          | |                          |                          |                               |                          | |
| 223                                               | 255                      | Quant yver la bise / In seculum |                          |                          |                               | ALI                      | |
| 224                                               | 255v-256                 | Beaux coeurs desirrés et dous, je sui mis / Audi filia |                          |                          | D                             |                          | |
| 225                                               | 256-256v                 | Sans orgueil et sans envie / Iohanne |                          |                          | W2                            | AMM                      | |
| 226                                               | 256v-257                 | Bien cuidoie avoir d'Amours werredon / Fiat |                          |                          | V                             |                          | |
| 227                                               | 257-257v                 | Hé ha que ferai ? bele, je vous ai tant amée / Pro patribus |                          |                          |                               |                          | |
| 228                                               | 257v-258                 | Je gart le bois que nus n'en port flourete / Et confitebor |                          |                          |                               | KCC                      | |
| 229                                               | 258-258v                 | S'amour souspris m'a; ha! j'aim, ha! / Eius |                          |                          |                               |                          | |
| 230                                               | 258v-259                 | Li maus amorous me tient, si sai / In saeculum |                          |                          |                               |                          | |
| 231                                               | 259                      | Puisque bele dame m'eime, destourber / Flos filius eius |                          |                          | N, R                          | DVH, ALI                 | |
| 232                                               | 259v-260                 | Tout adés mi troverés cointe et amourous / In saeculum |                          |                          | V, W2                         |                          | |
| 233                                               | 260                      | Hyer main chevauchoie dejouste un vergier / Portare |                          |                          | N                             |                          | |
| 234                                               | 260-260v                 | J'ai un coeur qui me semont d'avoir / Docebit |                          |                          |                               |                          | |
| 235                                               | 260v-261v                | Ja ne me souvendra de cele qui mon coeur a / Eius |                          |                          |                               |                          | |
| 236                                               | 261v-262                 | Ne m'oubliez mie, bele et avenant / Domino |                          |                          | F                             | ALI, KCC                 | |
| 237                                               | 262-262v                 | Mout sui fous quand ne me taiz, car ausint / Inquirentes |                          |                          |                               |                          | |
| 238                                               | 262v-263                 | Manoir me fait en folie mon coeur / Manere |                          |                          | F                             |                          | |
| 239                                               | 263v                     | Pensis, chief enclin, ier matin erroie / Flos filius eius |                          |                          |                               | KCC, AMM                 | |
| 240                                               | 263v-264                 | Mout soloie chant et joie hanter / Latus |                          |                          | F                             |                          | |
| 241                                               | 264-265                  | Quant voi la fleur / Et tenuerunt |                          |                          | N, W2                         | ALI                      | |
| 242                                               | 265-265v                 | Je m'estoie mis en voie de querre / Docebit |                          |                          | SV, V                         |                          | |
| 243                                               | 265v-266                 | Pour quoi m'avés voz douné, mere, mari? / Docebit |                          |                          | SV, Tu                        |                          | |
| 244                                               | 266-266v                 | Chanter m'estuet sans delai pour le tens / In corde |                          |                          | F, W2                         |                          | |
| 245                                               | 266v-267                 | A cele ou j'ai mon coeur mis, mon coeur / Amoreis |                          |                          | F, W1                         |                          | |
| 246                                               | 267-267v                 | Hier main toz seus chevauchoie seur mon palefroi / Domine |                          |                          |                               |                          | |
| 247                                               | 267v-268                 | Ja pour longue demourée n'iert bone / Dies |                          |                          | F                             | KCC                      | |
| 248                                               | 268                      | Endurez, endurez les dous maus d'amer / Alleluia |                          |                          | W2                            | KCC                      | |
| 249                                               | 268-268v                 | Cil brunés ne me meine mie / In saeculum |                          |                          | W2                            |                          | |
| 250                                               | 269                      | D'une fause ipocrisie se sont / Lux magna |                          |                          |                               |                          | Le texte cite la ville de Paris. |
| 251                                               |                          | |                          |                          | F                             |                          | |
| 252                                               | 269v                     | Hé, monnier ! pourrai je moudre ? / Omissus |                          |                          | W2                            | KCC                      | |
| fascicule 7 (nos 253 à 302 ; appendice : 299–302) |                          | |                          |                          |                               |                          | |
| 253                                               | 270-273                  | S'Amours ewist point de pooir, je m'en dewisse / Aul renoveleir dou jolit tens moi stuet / Ecce jam votiva |                          |                          | Pierre de la CroixTu          |                          | Texte et musique de ce motet, et le suivant, est attribué à Pierre de la Croix, dans le traité de Jacques de Liège, Speculum Musices. Deux lettrines figurent sur la même page 270. À gauche, sur fond rouge, dans un « S », deux amants sont assis sur un banc au pied d'un arbre. La main gauche de la dame posée sur la cuisse du jeune homme qui pose sa main sur l'épaule de l'aimée. Leur main droite caressant un animal : un lapin pour la dame et un petit chien pour l'homme. À droite, sur fond bleu, un homme assis (dans la même position que l'homme de l'autre lettrine) médite dans une attitude réfléchie, sa tête reposant sur sa main. Au bas de la page est évoqué une chasse au cerf et au faucon. Un cavalier sur un cheval lancé au grand galop, souffle dans sa trompe pendant qu'un chien traque le cerf. Au milieu, un archer est prêt a décocher une flèche sur un rapace qui l'observe haut perché juste au-dessus des feuillages. |
| 254                                               | 273-275                  | Aucun ont troveit chan par usage / Lonc tens me sui tenus de chanteir / Annuntiantes |                          |                          | Pierre de la CroixTu          | DMA, MBC                 | |
| 255                                               | 275v-277v                | J'ai mis tote ma penseie lonc tens en amur / Je n'en puis mais se je ne chans sovent / Puerorum caterva |                          |                          | Ca, D, Tu                     | ROL, ALI                 | |
| 256                                               | 277v-279                 | Entre Copin et Borgoi, Hanikot et Charlot / Je me quidoie tenir desoresmais de chanteir / Belle Izabelos m'at mort, belle Izabelos |                          |                          | B, Tu                         | ALI                      | Le texte cite la ville de Paris. |
| 257                                               | 279-270v                 | Plus joliement c'onkes mais voelh chenteir / Quan li dous tens soi debrise k'oiselon / Portare |                          |                          | Tu                            | AMM                      | |
| 258                                               | 280v-282                 | Entre Adam et Haniqal, Hankart et Gautelot / Chief bien cheant, ondés et fremiant / Aptatur |                          |                          | Adam de la HalleB, Ha, Tu, Va |                          | cf. no 308. |
| 259                                               | 282-283v                 | Par un matinet l'autrier m'aloie / Les un bosquet vi Robinet / Portare |                          |                          | B                             |                          | |
| 260                                               | 283v-284v                | Au cœur ai un mal qui me destraint souvent / Je ne m'en repentirai d'ameir / Jolietement me tient |                          |                          | B, Tu                         | ALI                      | |
| 261                                               | 284v-285v                | L'autre jour par un matinet m'en alait / Hier matinet trouvait sans son bergeret / Omnes Ite missa est |                          |                          | B                             | AMM                      | |
| 262                                               | 286-288                  | Bien me doi sor toutes riens d'amour loer / Je n'ai, que que nus en die / Kyrie fons | motet                    |                          | Tu                            |                          | Le manuscrit Dijon 526 attribut le texte de ce motet au trouvère Richard de Fournival. |
| 263                                               | 288-290                  | Adieu comment amouretes / Aucun se sont loé d'amours / Super te |                          |                          | Adam de la HalleHa            |                          | Attribution au trouvère Adam de la Halle, par le manuscrit Ha, ainsi que le no 279. Le texte cite la ville d'Arras et l'Artois. |
| 264                                               | 290v-292                 | Aucuns vont souvent par leur envie / Amor qui cor vulnerat / Kyrie eleison |                          |                          | Ca, Tu                        | RSA                      | Rokseth suggère l'attribution à Jehannot de Lescurel, mais Tischler défend plutôt que texte et musique sont de Pierre de la Croix. |
| 265                                               | 292-293                  | Mout me fu gries li departirs de m'amiete / Robins m'aimme, Robins m'a / Portare |                          |                          | B                             | MZT, KCC                 | |
| 266                                               | 293-293v                 | O virgo pia, candens lilium / Lis ne glais ne rosiers fioris / Amat |                          |                          |                               |                          | |
| 267                                               | 294-295v                 | Or ne sai je que devenir / Puisque d'amer sui desirrans / Kyrie Leyson |                          |                          |                               | ALI                      | |
| 268                                               | 295v-297                 | Salve, virgo virginum, salve, lumen / Est-il dont ainsi et la belle / Aptatur |                          |                          | B, Hu, Tu                     |                          | |
| 269                                               | 297-298v                 | En mai quand rosier sont flouri / L'autre jour par un matin chevauchoie / Hé, resvelle toi |                          | 3 voix                   |                               | DMA, AMM                 | |
| 270                                               | 298v-300v                | Amours dont je sui espris me fait chanter / L'autrier au douz mois d'avril / Chose tassin |                          |                          |                               | ALI, BSG                 | |
| 271                                               | 300v-301                 | Dame belle et avenant et de biau port / Fi, mari, de vostre amour, quar j'ai ami / Nus n'iert ja jolis s'il n'aime |                          |                          |                               |                          | |
| 272                                               | 301-302v                 | Tres joliement me voell maintenir / Imperatrix supernorum civium / Cis a cui je sui amie |                          |                          | D                             |                          | |
| 273                                               | 304-305v                 | Or voi je bien que il mi convent descovrir / Eximium decus virginum reorumque / Virgo |                          |                          | B, Tu                         | AMM                      | |
| 274                                               | 305v-307v                | Quant vient en mai qu'erbe va verdoiant / Ne sai que je die, tant voi vilanie / Amoris Johanne |                          |                          | B, F, Fauv, W2                | ALI, KCC                 | |
| 275                                               | 307v                     | Iam nubes dissolvitur / Iam novum sydus oritur / Solem | motet                    |                          | Hu, Tu, Ba, On                | PHH, RNL                 | Le motet apparaît aussi, avec le texte « Ave Maria » au ténor, dans un manuscrit de Trèves, Stadtbibl. 322/1994 (fos 214v-215). |
| 276                                               | 309v-310                 | Nus ne se doit... -gier, car, au mien cuidier, qui de tout le monde ... Expl ... je ne l'en quier : o vous le m'estuet laissier. / Je sui en melencolie ... le talon. Las, trop c'est de moi eslongie ... Expl ... fols est qui se marie |                          |                          |                               |                          | |
| 277                                               | 310v-311v                | Coument se poet nul tenir de joie / Se je chante mains que ne suell / Qui prendroit a son cœur |                          |                          |                               |                          | |
| 278                                               | 311-313                  | Dieux ! qui porroit, quand il vodroit, sanz mal penser / En grant dolour, en grant paour, en grant tristour / Aptatur |                          |                          |                               | AMM                      | |
| 279                                               | 313-316                  | De ma dame vient li dous maus que je trai / Diex, comment porroie trouver voie / Omnes |                          |                          | Adam de la HalleHa            |                          | cf. no 263 |
| 280                                               | 316-319                  | Qui amours / Li dous pensers / Cis a cui |                          |                          | B, D, Tu                      | ROL                      | |
| 281                                               | 321-321v                 | Anima mea liquefacta est / Descendi in ortum meum / Alma |                          |                          | B, Cl, Da, F, Tu              |                          | |
| 283                                               | 321v-322v                | Amor vincens omnia potentia / Marie preconio devotio / Aptatur |                          |                          | B, Hu                         |                          | |
| 284                                               | 322v-323v                | Salve Virgo nobilis / Verbum caro / Verbum |                          | 3 voix                   | B, Hu                         | ROL                      | |
| 285                                               | 323v-324v                | Ave, regina caelorum, ave, domina / Alma redemptoris mater que previa / Alma |                          |                          | B, Hu                         |                          | |
| 286                                               | 324v-325                 | Studentes coniugio viduis / De se debent bigami non de papa / Kyrie |                          |                          | B                             |                          | |
| 287                                               | 325-326                  | Ave, virgo virginum Maria / Christe, tibi conqueror quod iniuste / Alma |                          |                          |                               |                          | |
| 288                                               | 326v-328                 | Dieux, ou porai je trover mercit / Ce sunt amorettes ki moi tinent / Ki n'a point d'argent Omnes |                          |                          | B, Ca, Tu, V                  |                          | |
| 289                                               | 328-329v                 | Amours qui si me maistrie me fet chanter / Solem justitie laetitie / Solem |                          |                          |                               |                          | Rokseth suggère l'attribution à Jehannot de Lescurel, mais Tischler défend plutôt que texte et musique sont de Pierre de la Croix. |
| 290                                               | 330-331v                 | Nouvele amour m'a saisi dont ne puis / Haute amor m'a assalli dont trop / Hé, dame jolie, mon cœur |                          |                          | D                             |                          | |
| 291                                               | 332-333v                 | Bien met amours son pooir a moi / Dame, alegiés ma grevance en boine foi / A Paris |                          |                          |                               |                          | La table en début de codex s'arrête ici, ainsi que la première numérotation des folios en romain, qui reprend en chiffre arabes au fo 334 ; soit (332) dans la seconde numérotation, située en marge. |
| 292                                               | 333v-335                 | De chanter me vient talens par boine amour / Bien doi boine amor loer hautement / Chose Tassin |                          |                          |                               | BSG                      | |
| 293                                               | 335-336v                 | Donnez ma dame ai mon coeur tresdont / Adies sunt ces sades brunetes / Kyrie caelum |                          |                          |                               |                          | |
| 294                                               | 336v-338                 | Entre Jehan et Philippet, Bertaut et Estienne / Nus bein ne puet desiervir les biens / Chose Tassin |                          |                          |                               | BSG                      | |
| 295                                               | 338-339                  | Toutes voies m'a amours assali / Trop ay de grieté pour cheli / Ja la truis trop asprete |                          |                          | D                             |                          | |
| 296                                               | 339-339v                 | Boine amours mi fait chanter / Uns maus sa ve reus et dous qui m'a / Portare |                          |                          |                               |                          | |
| 297                                               | 339v-341v                | Quant che vient en mai, en la tres douche saison / Mout ai esté longement en fole pensée / Chose Loyset |                          |                          |                               |                          | |
| 298                                               | 341v-344                 | Lonc tans ai atendu le mierchi de madame / Tant ai souffert en amant / Surrexit |                          |                          |                               |                          | |
| 299                                               | 344v-345                 | Pour chou que j’aim ma dame / Li joli tans / Kyrieleison |                          |                          |                               | AMM                      | Rokseth suggère l'attribution à Jehannot de Lescurel, mais Tischler défend plutôt que texte et musique sont de Pierre de la Croix. |
| 300                                               | 346                      | Salve Virgo virginum / Salve sancta parens / Omnes |                          | 3 voix                   |                               | BLO                      | |
| 301                                               | 347-348                  | Laqueus conteritur venantium / Laqueus |                          |                          | LoB                           |                          | Le texte est de Philippe le Chancelier d'après ms. LoB. |
| 302                                               | 348-349v                 | Theoteca virgo geratica, Maria / Las, pour quoi l'eslonge tant / Qui prandroit |                          |                          |                               |                          | |
| fascicule 8 (nos 303 à 345)                       |                          | |                          |                          |                               |                          | |
| 303                                               | 348 (350)                | Deus in adjutorium meum intende laborantium | conductus                | 3 voix                   | Tu                            | ROL                      | Au début de ce fascicule, figure une miniature historiée, copiée de la première du codex, dans « D » du même texte, Deus in adjutorium : trois chantres devant un lutrin. La spécificité de la représentation consiste en des tons plus rouges et la mise en valeur de l'oreille disproportionnée du chantre du milieu. Accessoirement, dans la marge du premier folio, un seul oiseau était dessiné chantant sur un feuillage. Dans celui-ci ce sont deux oiseaux se faisant face qui semblent répondre à l'art musical des humains. En bas de page un chien course un lapin, à l'image des voix polyphoniques. Cette représentation de trois chantres accompagne souvent à l'époque un début de recueil de motets, ainsi par exemple dans W2, le fascicule 3 (fo 31). Cette miniature permet de conjecturer que ce fascicule était peut-être le début d'un nouveau manuscrit indépendant. |
| 304                                               | 350v-351v                | Aucun ont troveit chan par usage / Lonc tens me sui tenus de chanteir / Annuntiantes |                          |                          |                               |                          | |
| 305                                               | 351v-352v                | J'ai mis tote ma penseie lonc tens en amur / Je n'en puis mais se je ne chans sovent / Puerorum caterva |                          |                          |                               |                          | |
| 306                                               | 352v-353                 | O presul eximie Doctor veritatis / O virtutis speculum santitate notum / Sacerdoum | motet                    | 3 voix                   |                               | AGT                      | Le texte fait la louange de Saint-Augustin, alors que le double loue Saint-Martin. |
| 307                                               | 352v-354v                | Plus joliement c'onkes mais voelh chenteir / Quan li dous tens soi debrise k'oiselon / Portare |                          |                          |                               |                          | Le texte cite la ville de Paris. |
| 308                                               | 355-355v                 | Entre Adam et Haniqal, Hankart et Gautelot / Chief bien cheant, ondés et fremiant / Aptatur |                          |                          | Adam de la Halle              |                          | |
| 309                                               | 355v-356v                | Par une matinée el mois joli d'avril / O clementie fons et venie / D'un joli dart |                          |                          | D                             |                          | Le texte cite la ville de Compiègne. |
| 310                                               | 357-357v                 | Au cœur ai un mal qui me destraint souvent / Je ne m'en repentirai d'ameir / Jolietement me tient |                          |                          |                               |                          | |
| 311                                               | 357v-359                 | Se je chante ce fait amour / Bien doi amer mon ami autant que moi / Et sperabit |                          |                          |                               | ALI                      | |
| 312                                               | 359v-361                 | Bien me doi sor tote riens d'amur loeir / Je n'ai, keu ke nus en die / Kyrie fons leison |                          |                          |                               |                          | |
| 313                                               | 361v-362                 | L'autre jour me chevauchoie / L'autrier joiant et joli doi compaignon / Vilain, lieve sus |                          |                          |                               |                          | Le texte cite la ville d'Orléans. |
| 314                                               | 362-363v                 | Aucuns vont souvent par leur envie / Amor qui cor vulnerat / Kyrie eleison |                          |                          |                               |                          | |
| 315                                               | 364-364v                 | Porta preminentie carens / Porta penitentie per quam sol / Portas |                          |                          |                               | RNL                      | |
| 316                                               | 364v-365v                | Se je sui lies et chantans, c'est de raison / Jolietement, de coeur bonement / Omnes |                          |                          |                               |                          | |
| 317                                               | 366-367                  | Aucun qui ne sevent servir Amour / Iure tuis laudibus benivolis / Maria |                          |                          |                               | DAM                      | Rokseth suggère l'attribution à Jehannot de Lescurel, mais Tischler défend plutôt que texte et musique sont de Pierre de la Croix. |
| 318                                               | 367v-368v                | Salve, virgo virginum, salve, lumen / Est-il dont ainsi et la belle / Aptatur |                          |                          | Tu                            |                          | |
| 319                                               | 368v-369v                | On parole de batre et de vanner / A Paris soir et matin truev on bon pain / Fresse nouvelle! Muere France! Muere, muere France ! |                          |                          |                               | ROL, DMA, RCS, KCC       | Le texte cite la ville de Paris. |
| 320                                               | 369v-370v                | En mai quand rosier sont flouri / L'autre jour par un matin chevauchoie / Hé, resvelle toi |                          |                          | N, SV, Tu                     | MZT                      | |
| 321                                               | 371-371v                 | De mes amours sui souvent repentis / L'autrier m'estuet venue volenté / Defors Compiegne |                          |                          | D                             |                          | Le texte cite la ville de Compiègne. |
| 322                                               | 372-373                  | Marie assumptio afficiat / Huius chori suscipe |                          |                          |                               | KCC, AMM                 | |
| 323                                               | 373-374                  | Li savours de mon desir et li delis / Li grant desirs qui j'ai de recouvrer / Non veul mari |                          |                          |                               | DVH, ALI                 | |
| 324                                               | 374-375                  | Quant se depart li jolis tans / Hé, coeur joli, trop m'avés laissié / In saeculum |                          |                          |                               |                          | |
| 325                                               | 375v-376                 | S’on me regarde / Prennés i garde / Hé, mi enfant | motet                    | 3 voix                   |                               | DMA, ALI, CAB, KCC, AMM  | |
| 326                                               |                          | |                          |                          |                               | E, F, Ma, W1             | |
| 327                                               |                          | |                          |                          |                               |                          | |
| 328                                               | 378-379                  | Amor potest conqueri videns se nunc / Ad amorem sequitur et concomitatur | motet                    | 3 voix                   |                               | DMA, ALI, KCC            | |
| 329                                               | 379-379v                 | Ave, mundi gaudium, fidelium / Ave, salus hominum, stella / Aptatur |                          |                          |                               |                          | |
| 330                                               | 379v-381                 | Qui amours veut maintenir et servir / Li douls penseirs ki moi vient de caeli / Cis a cui je sui ameit est coins et gais |                          |                          |                               |                          | |
| 331                                               | 381-381v                 | Dame de valour et de bonté / Hé, diex, quand je remir son cors le gay / Amoris |                          |                          |                               |                          | |
| 332                                               | 382-383v                 | Anima mea liquefacta est / Descendi in ortum meum / Alma |                          |                          |                               |                          | |
| 333                                               | 383v-385                 | Amor vincens omnia potentia / Marie preconio devotio / Aptatur |                          |                          |                               |                          | |
| 334                                               | 385v-86v                 | A maistre Jehan Lardier, Tibaut et Climent / Pour la plus jolie qui soit en ce mont / Alleluia |                          |                          |                               |                          | |
| 335                                               | 386v-388                 | Cis a petit de bien en li qui se repent / Pluseur dient que j'aim par amours / Portare |                          |                          |                               |                          | |
| 336                                               | 388-389                  | Puisqu'en amer loiaument me sui mis Je chanterai / Quant li jolis tans doit entrer / In saeculum |                          |                          |                               |                          | |
| 337                                               | 389-390                  | Dame que je n'os noumer, quand porrai / Amis, dont est engenrée en vo coeur / Lonc tans a que ne vi m'amie |                          |                          |                               | ALI, KCC                 | |
| 338                                               | 390-391v                 | Dieux, ou porai je trover mercit / Ce sunt amorettes ki moi tinent / Ki n'a point d'argent Omnes |                          | 3 voix                   |                               |                          | |
| 339                                               | 392-392v                 | Alle, psallite cum luya / Alle psallite / Alleluia | motet                    | 3 voix                   |                               | DMA, GRA, EFG, MBC, ANK  | |
| 340                                               | 392v-393v                | Balaam inquit vaticinans / Balaam inquit / Balaam | motet                    | 3 voix                   | B, Da                         | RNL, DVG                 | |
| 341                                               | 393v-394v                | Huic ut placuit tres magi mistica |                          |                          | B, Ca                         |                          | |
| 342                                               | 394v-395                 | Qui d'amours n'a riens gousté mout est dolorous / Tant me plais amour servir que de riens / Virga Yesse |                          |                          |                               |                          | Rokseth suggère l'attribution à Jehannot de Lescurel, mais Tischler défend plutôt que texte et musique sont de Pierre de la Croix. |
| 343                                               | 395v-396                 | Virginis eximie celebrantur / Nos, nostra salus oritur hodie / Cernere |                          |                          |                               |                          | |
| 344                                               | 396v-397                 | O castitatis lilium, Maria / Assumpta in gloria es, nostra / Kyrieleison |                          |                          |                               |                          | Le texte cite la ville de Paris. |
| 345                                               | 397-397v                 | La bele estoile de mer cui amer / La belle en cui je me fi merci cri / Johanne |                          | 3 voix                   |                               | KCC                      | Reproduit le no 20 sans le cantus. |

Concordances principales
- B Bamberg, lit 115
- Ca Cambrai, A410
- Cl BnF, nouv acq. fr. 13521, Ms. La Clayette
- D Oxford, Bodleian Library, Douce 308
- Da Darmstadt, ms. 3471
- F Florence, Manuscrit Pluteus 29.1, l'une des principales sources du répertoire et la plus ancienne.
- Fauv BnF, Manuscrit fr. 146 Roman de Fauvel
- Ha BnF, Manuscrit fr. 25566
- Hu Codex Las Huelgas
- Ma Madrid, Manuscrit 20486
- N Paris, fr. 12515 Chansonnier de Noailles
- R Paris, fr. 844, Chansonnier du Roy
- SV Paris, la. 15139, Ms. Saint-Victor
- Tu Turin, Vari 42
- V Rome, Vatican lat. 1490
- W1 Wolfenbüttel, 677
- W2 Wolfenbüttel, 1206

## Discographie
Anthologies
- ALI Love’s Illusion - Anonymous 4 : Ruth Cunningham, Marsha Genensky, Susan Hellauer, Johanna Rose (septembre 1993/février 1994, Harmonia Mundi HMU 907109) (Fiche sur medieval.org), (OCLC 914966236)
- KCC De Amore, polyphonies françaises du XIIIe siècle, le manuscrit de Montpellier - Ligeriana :  Florence Carpentier, Estelle Filer, Déborah Flomoy, Caroline Montier, Laure Pierredon (voix) ; Yves Lenoir (contreténor) ; Caroline Montier (organetto), Jean-Luc Lenoir (fiddle, crwth, harpe, cloches), Guy Robert (harpe, luth médiéval, percussion) ; Katia Caré (dir. et voix) (septembre 2004, Calliope CAL 9360) (Fiche sur medieval.org), (OCLC 884453209)

Autres disques
- ROL The French Ars Antiqua - Russell Oberlin, Charles Bressler (1957, Lyrichord LEMS 8007) (Fiche sur medieval.org), (OCLC 705343085)
- KRC Geistliche Musik des Mittelalters - Capella Antiqua München, dir. Konrad Ruhland (1966, Christophorus CHE 0023-2) (Fiche sur medieval.org)
- TBP Llibre Vermell & Robin et Marion, Secular Music circa 1300 - Studio der frühen Musik, dir. Thomas Binkley (18-19 avril 1966, LP Telefunken SAWT 9504 / 6.41219 / Teldec 3984-21709-2) (Fiche sur medieval.org)
- DMA Music of the Gothic Era - Early Music Consort of London, dir. David Munrow (avril/octobre 1975, Archiv 415 292-2 / 471 731-2) (Fiche sur medieval.org)
- GRA Adam de la Halle, Le Jeu de Robin et Marion -  Ensemble Perceval, dir. Guy Robert (1980, Arion ARN 68162) (Fiche sur medieval.org)
- ORB Gotische Polyphonie - Musica Mensurata, dir. Olaf Raitzig (4-13 janvier 1984, Berlin Classics 3212 2)
- EFG Et in terra pax, Geistliche Musik des Mittelalters - Ensemble für frühe Musik Augsburg (août 1985, Christophorus CHR 77139) (Fiche sur medieval.org)
- EFM Camino de Santiago - Ensemble für frühe Musik Augsburg (mars 1986, Christophorus CD 74530) (Fiche sur medieval.org)
- CPH The Marriage of Heaven and Hell - Gothic Voices, dir. Christopher Page (21-23 mars 1990, Hyperion CDA 66423) (Fiche sur medieval.org)
- RSA Speculum Amoris - La Reverdie (mars 1992, Arcana A 20 / A 336) (Fiche sur medieval.org), (OCLC 906202048)
- RCS Motetus - Clemencic Consort, dir. René Clemencic (25-26 février 1992, Stradivarius STR 33398) (Fiche sur medieval.org)
- DVH Les Escholiers de Paris - Ensemble Gilles Binchois, dir. Dominique Vellard (17-21 octobre 1992, Harmonic Records H/CD 9245 / Cantus C 9616) (Fiche sur medieval.org), (OCLC 62101470)
- MVV Le Mystère des Voix Anciennes - Mora Vocis (19-20 juillet 1993, Pierre Verany PV 793101) (Fiche sur medieval.org)
- MBC Forgotten Provence - Martin Best Consort (6-10 juin 1994, Nimbus NI 5445) (Fiche sur medieval.org)
- EW Du Grégorien à Pérotin - Ensemble Witiza (6-10 juin 1996, Arsonor ARS 001-2) (Fiche sur medieval.org)
- BLO Dame de Flors - Discantus, dir. Brigitte Lesne (septembre 1996, Opus 111. 30-175) (Fiche sur medieval.org)
- DAM Ave Mater, O Maria ! - Dekameron (novembre 1996, Dux 0129) (Fiche sur medieval.org)
- AGT Le Manuscrit de Tours, chants de fêtes du XIIIe siècle - Diabolus in Musica, dir. Antoine Guerber (25-28 octobre 1996, Studio SM D2762) (OCLC 960727030)
- PHH - Hoquetus, Medieval European Vocal Music - Theatre of Voices, dir. Paul Hillier (6-12 mai 1997, Harmonia Mundi HMU 907185) (Fiche sur medieval.org)
- CPJ Jerusalem: Vision of Peace - Gothic Voices, dir. Christopher Page (janvier 1998, Hyperion CDA 67039) (Fiche sur medieval.org)
- OCH Bread, Wine & Song, Music & Feasting in Renaissance Europe - Orlando Consort (1-4 janvier 1999, Harmonia Mundi HMU 907314) (Fiche sur medieval.org)
- DCS Duce creature - Ensemble De Cælis (mai 2000, Studio SM D 2854) (Fiche sur medieval.org), (OCLC 78288184)
- AGR Rosarius - Diabolus in Musica, dir. Antoine Guerber (18-21 septembre 2000, Studio SM D2886) (Fiche sur medieval.org)
- RNL Nox-Lux, France & Angleterre, 1200-1300 - La Reverdie (octobre 2000, Arcana A 307) (Fiche sur medieval.org)
- DVF Chants de l’amour divin - Ensemble Venance Fortunat, dir. Anne-Marie Deschamps (28 avril-1er mai 2001, L’Empreinte Digitale ED 13133) (Fiche sur medieval.org), (OCLC 50855954)
- CAB Kaiser Heinrich II, Musik für Kaiser und Könige - Capella Antiqua Bambergensis (avril 2002, CAB Records CAB 08) (Fiche sur medieval.org), (OCLC 163127818)
- MZT Adam de la Halle, Le Jeu de Robin et Marion et autres œuvres - Ensemble Micrologus (juin 2003, Zig-Zag Territoires ZZT 040602) (Fiche sur medieval.org)
- ANK Nun komm der Heiden Heiland - Amarcord (20-22 décembre 2004, Raum Klang RK ap 10205) (Fiche sur medieval.org), (OCLC 919734535)
- BSG Poissance d’amours - Graindelavoix, dir. Björn Schmelzer (février 2008, Glossa GCD P32103) (Fiche sur medieval.org)
- DVG L’Arbre de Jessé, Gregorian chant and medieval polyphony - Ensemble Gilles Binchois, dir. Dominique Vellard (juin/juillet 2008, Glossa GCD P32302) (Fiche sur medieval.org)
- AMM Marie et Marion - Anonymous 4 (mai/août 2013, Harmonia Mundi HMU 807524) (Fiche sur medieval.org)

### Études anciennes
- Edmond de Coussemaker, L'art harmonique aux XIIe et XIIIe siècles, Paris, A. Durand, 1865, 576 p. (lire en ligne)
- Gaston Raynaud, Recueil de motets français des XIIe et XIIIe siècles, Paris, F. Vieweg, 1881, 385 p. (lire en ligne)

### Études modernes
- (en) Hans Tischler, The Montpellier Codex, vol. 1 à 4, Madison, A-R Éditions, coll. « Recent researches in the music of the Middle Ages and early Renaissance » (no 2–8), 1978 (ISBN 0895790807, OCLC 12913635, lire en ligne)
- (en) Mary Elizabeth Wolinski, The Montpellier Codex. U.M.I. Dissertation Information Service, 1992.
- Catherine Parsoneault, The Montpellier Codex. University of Texas at Austin, 2001.
- (en) Emma Dillon, « Devotional Listening and the Montpellier Codex », dans The Sense of Sound: Musical Meaning in France, 1260-1330, Oxford University Press, coll. « New cultural history of music », 2011 (ISBN 9780199732951, OCLC 781710489, DOI 10.1093/acprof:oso/9780199732951.001.0001)
- Michèle Bérola, Le manuscrit H. 196 de Montpellier : analyse paléographique et décoration (Mémoire de maitrise), Paris, Université de Paris-Sorbonne, 1974, 147 p. (OCLC 758716997, SUDOC 15036119X)

### Articles
- (en) Mary Elizabeth Wolinski, « The Compilation of the Montpellier Codex », Early Music History, vol. 11,‎ 1992, p. 263–301 (JSTOR 853818, lire en ligne)
- (en) Elizabeth Eva Leach, « A concordance for an early fourteenth-century motet: Exaudi melodiam/Alme Deus/TENOR revisited » lire en ligne
- (en) Ernest H. Sanders et Peter M. Lefferts, « Sources, MS, V, 2: Early motet », dans L. Macy (éd.), The New Grove Dictionary of Music and Musicians, Londres, Macmillan, seconde édition, 29 vols. 2001, 25 000 p. (ISBN 9780195170672, lire en ligne)
- Michèle Bérola, « Le manuscrit de Montpellier : bref aperçu historique, sa décoration (extrait de mémoire de maîtrise) », Chant Floral, no 45,‎ 1985 (lire en ligne)

### Généralités
- John Caldwell, Medieval Music. Indiana University Press, 1978.
- F. Alberto Gallo & Giulio Cattin, Historia de la música 2: El Medioevo I
- Gustave Reese, Music in the Middle Ages. W. W. Norton, 1940.
- Harold Gleason et al., Music in the Middle Ages and Renaissance. Alfred Music, 1988.
- Richard Hoppin, Medieval Music. W. W. Norton, 1978. La música medieval. Akal, 2000.